# Erik Axel Karlfeldt
Erik Axel Karlfeldt, né Erik Axel Eriksson le 20 juillet 1864 à Karlsbo et mort le 8 avril 1931 à Stockholm, est un poète suédois dont les œuvres furent extrêmement populaires en leur temps. Il reçoit de manière posthume le prix Nobel de littérature en 1931, bien qu'il l'eût précédemment refusé en 1918.

## Biographie
Né Erik Axel Eriksson dans une famille de fermiers, à Karlsbo, dans la province de Dalécarlie, il choisit son nouveau nom en 1889, souhaitant ainsi prendre ses distances avec son père déshonoré par une condamnation dans une affaire criminelle.
Pour entrer à l'université d'Uppsala, il est obligé de payer ses études en donnant des cours à plusieurs endroits, dont Djursholm, une banlieue de Stockholm, et dans une école pour adultes. Après ses études, il obtint un poste à la Bibliothèque royale de Suède de Stockholm pendant cinq ans.
En 1904, Karlfeldt est élu membre de l'Académie suédoise et occupe le fauteuil 11. En 1905, il est élu membre de l'Institut Nobel de l'Académie, et, en 1907, du Comité Nobel. En 1912 il est élu secrétaire perpétuel de l'Académie, fonction qu'il occupe jusqu'à sa mort.
L'université d'Uppsala, où Karlfeldt a été étudiant, lui décerne le titre de docteur honoris causa en 1917.

## Œuvre
Erik Axel Karfeldt était considéré en son temps comme le chantre de Fridolin, un personnage qui revient souvent dans ses poèmes, mais sa poésie ne se résume pas à cela. Karlfeldt composera tantôt des poèmes seigneuriaux, tantôt des chants populaires.
En 1895, le jeune étudiant d'origine paysanne publie son premier recueil de poèmes, Vildmarks - och kärleksvisor ("Chansons de la lande et chansons d'amour"), ce livre ne lui rapportera pas la renommée qu'il espérait.
C'est avec la publication en 1898, de son recueil Fridolins visor (Chansons de Fridolin), que Karlsfeldt introduit le personnage de Fridolin dans son œuvre poétique.
Ensuite, en  1901 est publié son Fridolins lustgard och Dalmalningar pa rim ("L'Eden de Fridolin et peintures dalécarliennes").
En 1906, il fait paraître le fin recueil de poèmes, Flora och Pomona ("Flore et Pomone").
Ce n'est que douze ans plus tard, en 1918, que paraîtra le cinquième recueil poétique de Karfeldt sous le titre Flora och Bellona (Flore et Bellone). Mais le monde avait beaucoup changé pendant que l'auteur, seul, s'était consacré à des travaux d'érudition. Les écrivains des années 1910 introduisent le réalisme dans la description de la société, et la nouvelle génération se désintéresse du monde sentimental des années 1890. Karfeldt eut donc à supporter des critiques pour son manque de conformisme et son indifférence à l'égard des évènements politiques. Les critiques se trouvent justifiées jusqu'à un certain point. Karfeldt s'était plongé dans la peinture paisible de la vie paysanne ; son vocabulaire, sa langue imagée empruntent leurs couleurs au monde bucolique de la Dalécarlie qui s'estompe devant les nouvelles réalités sociales.
Dans le dernier recueil de Karfeldt, paru en 1927, la préciosité et le ton de prédication ont tous deux disparu. Ce livre a pour titre Höstorn (Cor d'automne).
Le 8 octobre 1931, six mois après son décès, Erik Axel Karlfeldt, secrétaire perpétuel de l'académie suédoise, reçoit le Prix Nobel, sur la proposition de l'un de ses confrères, Nathan Söderblom, archevêque d'Uppsala.
Une anthologie de ses poèmes été publiée en France : Poèmes, traduits par Carl-Gustaf Bjurström et André Mathieu, Paris, Presses du compagnonnage, Collection des prix Nobel de littérature, 1962.

## Adaptations
Le compositeur suédois Wilhelm Peterson-Berger a composé de nombreux chants populaires basés sur des poèmes d'Erik Axel Karlfeldt, dont Aspåkerspolska.